# Punta Foreland

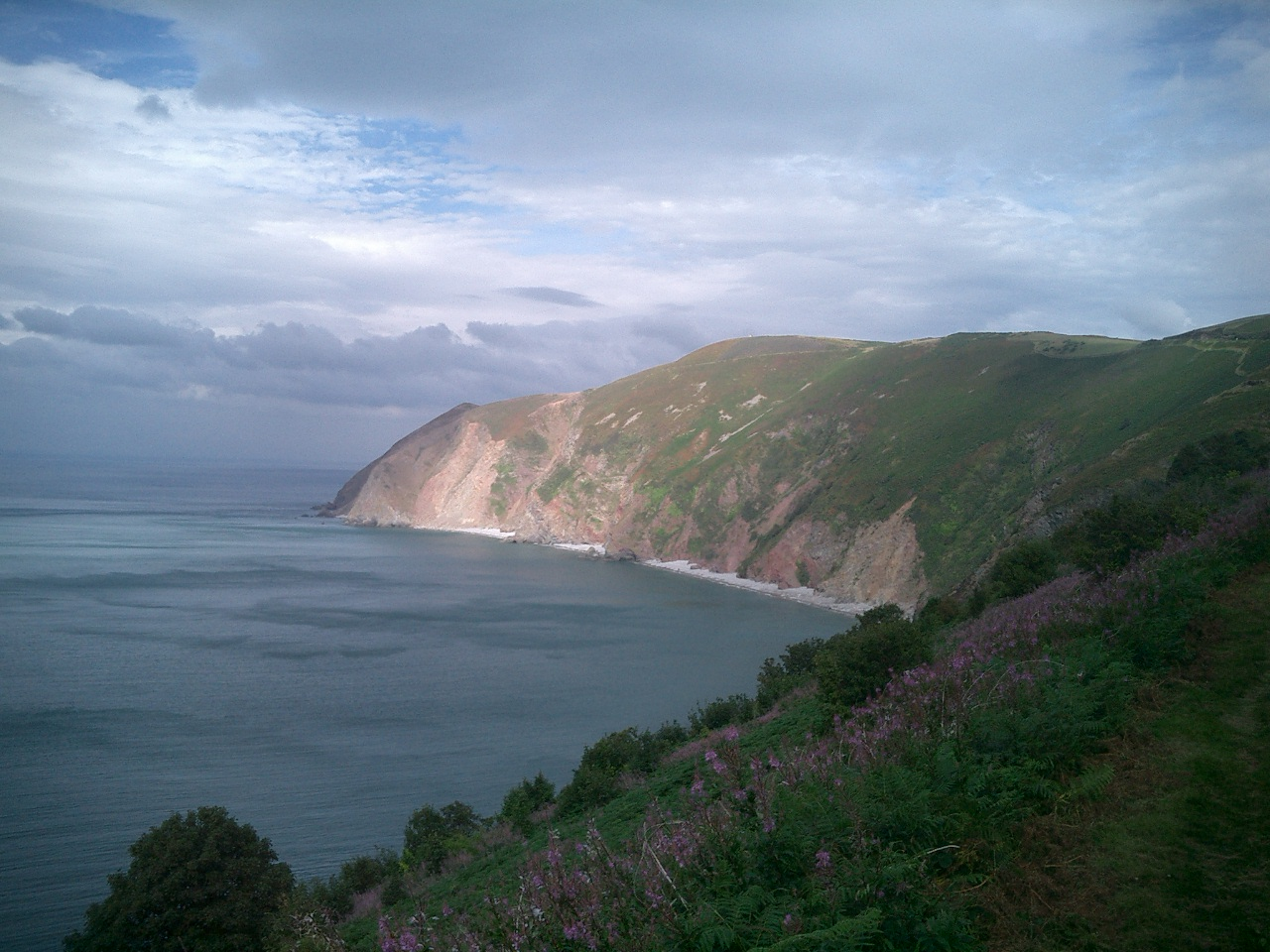
Punta Foreland.

La punta Foreland (en inglés, Foreland Point) es un cabo rocoso en Devon cerca de Lynmouth, y es el punto más septentrional a lo largo de la costa de Devon y Exmoor. El acantilado más alto queda 89 metros por encima de la marea alta, aunque el punto más alto de todo el cabo está cerca de Countisbury con 302 metros.
Hay un faro en la punta que fue establecido en 1900, la electricidad se llevó al faro en el año 1975, y fue automatizado en 1994. La luz queda 67 metros por encima de la marea alta, y emite destellos cuatro veces cada quince segundos.
El cabo es propiedad del National Trust; algunas zonas está abiertas al acceso público durante todo el año, como parte del Sendero de la Costa Sudoeste, mientras que otras zonas tienen acceso limitado.